# Ivano-Mejîrițke, Iuriivka
Ivano-Mejîrițke (în ucraineană Івано-Межиріцьке) este un sat în așezarea urbană Iuriivka din raionul Iuriivka, regiunea Dnipropetrovsk, Ucraina.

## Demografie
Componența lingvistică a localității Ivano-Mejîrițke
     Ucraineană (92,45%)
     Rusă (7,55%)
Conform recensământului din 2001, majoritatea populației localității Ivano-Mejîrițke era vorbitoare de ucraineană (92,45%), existând în minoritate și vorbitori de rusă (7,55%).